# Boletice
Boletice település Csehországban, a Český Krumlov-i járásban. Boletice Kájov, Ktiš, Volary, Želnava, Křišťanov, Zbytiny, Nová Pec, Horní Planá és Chvalšiny településekkel határos. Lakosainak száma 0 fő (2024. január 1.).

## Népesség
A település lakosságának változását az alábbi diagram mutatja:
| Lakosok száma | 6639 | 6581 | 6440 | 877  | 226  | 292  |      |      |      |      |
|               | 1869 | 1890 | 1921 | 1950 | 1980 | 2001 | 2017 | 2019 | 2022 | 2024 |